# Alain Desaever
Alain Desaever (* 3. Oktober 1952 in Nieuwpoort; † 6. Juni 2014 in Roeselare) war ein belgischer Radrennfahrer.

## Sportliche Laufbahn
Desaever war im Straßenradsport aktiv. 1974 fuhr er mit der Nationalmannschaft die Internationale Friedensfahrt und belegte den 68. Platz. Von 1976 bis 1985 war er Berufsfahrer. Er gewann die Eintagesrennen De Kustpijl 1976, 1983 und 1984, den Grote Prijs Marcel Kint 1978, Zomergem–Adinkerke und Omloop van de Westkust 1980, Gullegem Koerse und den Grote Prijs Raf Jonckheere 1982. Zweiter wurde Desaever 1982 im Grand Prix de Denain, im Nationale Slutingprijs, bei Brüssel–Ingooigem und im Omloop van de Westkust. Dritter wurde er 1978 im Kampioenschap van Vlaanderen und im Omloop van het Houtland 1982.
Die Tour de France bestritt Desaever 1979 und 1980, beendete beide Rundfahrten jedoch nicht. In der Vuelta a España war er viermal am Start. 1976 kam er nicht ins Ziel, 1977 wurde er 51., 1979 67. und 1982 64.